# Yaakov Talmon
Yaakov Talmon, cunoscut în engleză ca Jacob Talmon
(în ebraică:יעקב לטמון, numele său la naștere - Jaakov Leib Fleischer, 
14 iunie 1916 Rypin, Polonia, atunci în Imperiul Rus  - 1980 a fost un istoric israelian, de origine polonă, cercetător al istoriei moderne, mai ales al Revoluției franceze, și care, între altele, a introdus noțiunile de „democrație totalitară”  (democtatură) și de „mesianism politic”.
Talmon s-a evidențiat mai ales ca cercetător al istoriei ideilor, a studiat mai ales genealogia totalitarismului, subliniind asemănările dintre iacobinism și stalinism. Dupa el, acest gen de "mesianism politic" se găsește în patrimoniul ideologic al Revoluției franceze. Talmon a folosit expresia democrație totalitară pentru poziția exprimată de Jean-Jacques Rousseau față de democrație, adica "o filosofie în care libertatea este realizată numai în cadrul urmăririi și atingerii unui scop absolut colectiv".
Talmon a fost caracterizat uneori ca un "gânditor liberal al Războiului Rece", din cauza atitudinii negative pe care a avut-o față de marxism.
Viziunea sa liberală se apropie de gândirea politică a lui Isaiah Berlin, Friedrich August von Hayek și a lui Karl Popper.
Considerat de unii colegi de breaslă (Louis Namier) ca prea sentimental, Talmon nu a negat influența asupra sa a evenimentelor cutremurătoare ale secolului al XX-lea în care a trăit.
(vezi citatul din „Israel între națiuni”, asupra soartei evreilor în Holocaust

## Biografie
Yaakov Talmon s-a născut în anul 1916, în vremea primului război mondial în orășelul polonez  Rypin, în regiunea de centru - nord a Poloniei, într-o familie de evrei ortodocși, Fleischer. Tatăl său se numea Abraham Fleischer, iar mama sa Tzipora, născută Lichtenstein.
În anul 1933, la 17 ani a emigrat cu familia in Palestina mandatară și s-a stabilit la Tel Aviv. 
A urmat până în 1939 studii de istorie la Universitatea ebraică din Ierusalim, apoi a plecat la Paris, pentru a studia la Sorbona. In urma ocupării  Parisului in anul 1940 de către armata Germaniei naziste, s-a mutat la Londra, unde a absolvit doctoratul in  anul 1943 la renumita London School of Economics.
În 1949 s-a întors în statul Israel, recent înființat, și a fost cooptat în corpul didactic al Universitatii din Ierusalim. În anul 1960 a devenit profesor de istorie modernă la Universitatea ebraică
În 1961 Talmon s-a căsătorit cu  dr.Irina Bugajer, originară și ea din Polonia, și de profesie medic, și  cuplului i s-au născut două fete.
Cercetarea sa, "Începuturile democrației totalitare"  i-a adus în anul 1957 decernarea premiului de stat al Israelului, Premiul Israel.
În anul 1967 a fost ales membru in Academia de științe a Israelului.
Yaakov Talmon a decedat în anul 1980 la vârsta de 64 ani, în urma unui stop cardiac.
La înmormântarea sa a rostit cuvinte de elogiu și unul din adversarii săi în gândire politică, premierul Israelului, Menachem Beghin.

## In memoriam
- La 24 februarie 2004 poșta israeliană a emis o marcă poștală în amintirea sa.
- Universitatea ebraică a instituit Premiul Talmon pentru tineri cercetători israelieni în domeniul istoriei

## Scrieri
- The Origins of Totalitarian Democracy, 1952 (Originile democrației totalitare) Secker and Warburg 1955 London
- The Nature of Jewish History-Its Universal Significance, 1957 (Natura istoriei evreiești - semnificația universală a ei)
- Political Messianism - The Romantic Phase,Praeger, NY 1960 (Mesianismul politic - Faza romantică)
- The Unique and The Universal, 1965 (Unic și universal) Secker and Warburg, London, 1965
- Romanticism and Revolt, 1967  (Romantism și revoltă)
- Israel among the Nations, 1968  (Israelul între națiuni) 1970, Macmillan 1970, NY
- The Age of Violence, 1974 (Era violenței)
- The Myth of Nation and Vision of Revolution, The Origins of Ideological Polarization in the 20th Century, 1981 (Mitul națiunii și viziunea revoluției. Originile polarizării ideologice în secolul al XX-lea)
- The Riddle of the Present and the Cunning of History - Studies of Jewish history from an universal perspective  postumă (Enigma prezentului și mirajul istoriei. Studii de istorie evreiască dintr- perspectivă universală) Hidat Hahové  ve'ormat hahistoria edited and annotated by David Ohana, afterword by Yehoshua Arieli and Isaiah Berlin. Israel: Mosad Bialik 2000